# البطولات الفرنسية 1935 (كرة مضرب)
قائمة بالبطولات الفرنسية لعام 1935 (و المعروفة الآن باسم دورة رولان غاروس) :

## الكبار

### فردي رجال
فريد بيتي هزم جوتفراد فون كرام, النتيجة:6-3 3-6 6-1 6-3

### فردي سيدات
```
هايلد سبيرلنغ هزمت 
 سايمون ماثيو, النتيجة:6-2 6-1
```